# مسیحیت ارتدکس شرقی
مسیحیت ارتدکس شرقی (انگلیسی: Eastern Orthodox Christianity یا Eastern Orthodoxy) یکی از سه فرقه مسیحیت خلقیدونی در کنار کاتولیسیسم و پروتستانتیسم است.
'ارتدکس شرقی' که با نام‌های مسیحیت ارتدکس شرقی یا مسیحیت بیزانسی نیز شناخته می‌شود، یکی از سه شاخه اصلی مسیحیت کلسدونی است که در کنار کاتولیک و پروتستان قرار دارد.
مانند پنتارشی در هزار سال اول میلادی، کلیسای ارتدکس شرقی قانونی به شاخه‌های کلیساهای مستقل تقسیم شده است که از یکدیگر مستقل هستند. در قرن بیست و یکم، تعداد کلیساهای مستقل ارتدکس اصلی هفده است؛ همچنین کلیساهای مستقلی وجود دارند که توسط کلیساهای اصلی به رسمیت شناخته نشده‌اند. کلیساهای مستقل، رئیس کلیسای خود را انتخاب می‌کنند. این کلیساها می‌توانند بر کلیساهای دیگر که برخی از آن‌ها وضعیت خودمختار دارند، دارای حوزه قضایی (اختیارات) باشند؛ وضعیت خودمختار به این معناست که از نظر مدیریتی مستقل‌تر از استان‌های کلیسایی معمول هستند.
بسیاری از این حوزه‌های قضایی با قلمرو یک یا چند کشور مدرن مطابقت دارند؛ به‌عنوان مثال پاتریارک مسکو با روسیه و برخی کشورهای پساشوروی مطابقت دارد. این حوزه‌ها همچنین می‌توانند شامل متروپولیس‌ها، اسقف‌نشین‌ها، جماعت‌ها، صومعه‌ها یا مناطق دورافتاده باشند که ممکن است خارج از کشوری که رئیس کلیسا در آن اقامت دارد، قرار گیرند (مانند پاتریارک جهانی قسطنطنیه که حوزه قضایی قانونی آن تا حدودی در شمال یونان و شرق قرار دارد)؛ گاهی نیز حوزه‌ها همپوشانی دارند (مانند مورد مولداوی که حوزه‌های قضایی پاتریارک‌های بخارست و مسکو در آن همپوشانی دارند).
گسترش ارتدکس شرقی از مدیترانه شرقی و در چارچوب فرهنگ یونانی بیزانس آغاز شد. جوامع ارتدکس شرقی دیدگاه‌ها، آموزش‌ها و آیین‌های مشابهی دارند و به کلیساهای خود به‌عنوان بخشی از یک کلیسا نگاه می‌کنند. پیروان مسیحیت ارتدکس شرقی سال خود را بر اساس تقویم عبادی کلیسای ارتدکس شرقی تنظیم می‌کنند. ارتدکس شرقی بر این باور است که روح‌القدس از خداوند پدر سرچشمه می‌گیرد و افزوده شدن عبارت فیلیوکه ("و خداوند پسر") به اعتقادنامه نیقیه توسط کلیسای لاتین که پیش‌تر ارتدکس بوده است را رد می‌کند، چرا که این تغییر بدون برگزاری شورایی رسمی انجام شده است.